# Castellafiume
Castellafiume ist eine italienische Gemeinde (comune) mit 1042 Einwohnern (Stand 31. Dezember 2023) in der Provinz L’Aquila in den Abruzzen. Die Gemeinde liegt etwa 41 Kilometer südsüdwestlich von L’Aquila, gehört zur Comunità montana Marsica 1 und grenzt unmittelbar an die Provinz Frosinone (Latium).

## Trivia
Entgegen dem Ortsnamen hat es im Gemeindegebiet niemals eine Burg oder eine Befestigungsanlage gegeben. Der Name stammt vom historischen römischen castrum fluminis.